# Dealu (okręg Giurgiu)
Dealu – wieś w Rumunii, w okręgu Giurgiu, w gminie Crevedia Mare. W 2011 roku liczyła 1423 mieszkańców.